# Apolina CR7-53
Apolina CR7-53 es una variedad cultivar de ciruelo (Prunus salicina), de las denominadas ciruelas japonesas,
Las frutas tienen un tamaño mediano, color de piel violeta a rojo oscuro, pulpa de color rojo carmín, de textura carnosa crujiente, y sabor agradable muy dulce.

## Sinonimia
- Apolina-cov CEE N.º 2019/2725
- Apolina CR7-53 cov.

## Historia
'Apolina CR7-53' variedad de ciruela (Prunus salicina), de las denominadas ciruelas japonesas, desarrollada por el grupo de producción de híbridos de frutas de hueso "PSB Producción vegetal" en su centro de Sierra Espuña, Murcia (España). Fue nombrada e introducida la producción en los circuitos comerciales en 2019.
La variedad 'Apolina' al momento se ha convertido en la variedad de ciruela de floración más temprana de las existentes, pues florece a finales de febrero y madura de finales de mayo a principios de junio.

## Características
'Apolina CR7-53' árbol de porte extenso, vigoroso, semi erguido. Su floración es extra precoz (finales del mes de febrero), con flores blancas. No es factible la auto polinización, siendo polinizador adecuado la variedad 'Pioneer' y otras de la subserie de 'Apolina'. Las flores deben aclararse mucho para que los frutos alcancen un calibre más grueso.
'Apolina CR7-53' tiene una talla mediana, de forma redondeada, achatada en ambos polos, pudiendo ser de simétrica o disimétrica, con un calibre de 45 a 50mm, presenta semejanzas con la variedad Crimson Glo; sutura pronunciada, una línea distinta, epidermis tiene una piel con escasa pruina, el color de su epidermis adquiere diferentes matices de color en el proceso de maduración, de violeta al predominante rojo oscuro, presenta lenticelas abundantes de tamaño pequeño, claras; pulpa de color rojo carmín, de textura carnosa, firme, crujiente jugosa, y sabor acidulado muy agradable muy dulce.
Hueso muy adherente de tamaño pequeño, elíptico redondeado, semi globoso, con zona ventral amplia y muy acusada, bastante más ancha en el tercio pistilar, con ligera cresta, surco dorsal muy marcado, con frecuencia interrumpido en la parte central, los laterales bien acusados, y caras laterales rugosas, con aristas en la zona peduncular.
Su tiempo de recogida de cosecha se inicia en su maduración extra temprana durante tercera decena de  mayo a primera de junio.

## Usos
Se utiliza para su consumo en fresco, para mermeladas, y en cocina.